# Tanxugueiras
Tanxugueiras és un trio de pandeireteiras gallegues format per Aida Tarrío i les germanes bessones Olaia i Sabela Maneiro. Van començar a treballar juntes sota el nom de Tanxugueiras l'any 2016.
El nom del grup té origen en un microtopònim. Es tracta del nom d'unes finques de la parròquia de Fumaces, al municipi de Riós.
El grup treballa amb el gènere de la música gallega tradicional. Amb tot, tracten de donar a les peces una sonoritat més moderna, que l'aproximen a l'estil de la world music o fins i tot del pop. Així mateix, busquen emfatitzar temes com l'empoderament de la dona. El juliol de 2022, Tanxugueiras va mostrar una estelada i una estreleira durant la interpretació de la seva cançó "Terra" al festival Feslloc de Benlloc (la Plana Alta).

## Trajectòria
La seva fama va començar molt abans de treure el primer disc. A començaments del 2017, va ser quan a les xarxes socials es va tornar viral un vídeo on apareixien cantant unes panaderas abans d'un concert amb la Banda das Crechas a Glasgow.
La primavera de 2018, van editar el seu primer disc que portava el no del grup, Tanxungueiras. Aquest va guanyar el Premi MIN de disc en gallec 2018. El primer senzill va ser "Que non mo neguen" ("Que no em neguin" en català), on comptaven amb la col·laboració de Guadi Galego. El mateix any, van publicar un senzill rock anomenat "Cultura crítica", on col·laboren amb NAO i el grup de rap SonDaRúa. Així i tot, van col·laborar amb el grup folk escocès Shooglenifty a la cançó "East West". Durant la seva gira, van actuar en escenaris a països ben diversos tals com: Cuba, Índia, Suïssa i Escòcia.
A mitjans de 2019, van ser guardonades amb el Premi Martín Códax da Música a la categoría de Música tradicional gallega i folk. Al novembre va veure la llum el seu segon disc, Contrapunto, sota el segell de Calaverita Records i PlayPlan. Es va produir per Tanxugueiras amb la col·laboració d'Isaac Palacín, qui també hi toca la bateria. Juntament amb peces més properes a la música tradicional, com "Perfidia" o "Miña Nai", i altres temes, com "Malquerenza" o "Desposorio" tenen sonoritats que recorden el pop o fins i tot la música electrònica. Així mateix, el disc té com per propòsit reivindicar la figura de la dona en la música tradicional i en la societat, un aspecte que es reflecteix als vídeos de presentació del disc, que corresponen a les cançons "Desposorio" i "Perfidia".
L'any 2020, van rebre el premi a la Millor Adaptació d'una Peça Tradicional als XIX Premis La Opinión de Música de Raíz. Així mateix, "Contrapunto" és reconegut com un dels millors discos del World Music Charts Europe.
A la seva feina del 2021, s'hi percep una evolució cap a una fusió entre música tradicional i sons propers al trap i la música electrònica. Un dels seus senzills de l'any, "Figa", va ser escollit en una votació no vinculant entre els aficionats al concurs com a tema preferit per participar en l'edició de l'any 2022 del festival d'Eurovisió. Posteriorment, es van presentar al Benidorm Fest amb el tema "Terra" amb l'objectiu de representar Espanya al certamen europeu. Finalment, van quedar teceres amb 90 punts. Així i tot, van ser les guanyadores del vot del públic i del jurat demoscòpic.

## Obra
El primer disc, Tanxugueiras, es va publicar el 2018. Compta amb els següents onze temes. El segon disc, Contrapunto, es va publicar el 2019. Compta amb deu temes. El juny de 2020, en motiu del dia de la música, van llençar el senzill "Tenerlo". Al febrer de 2021, van publicar un nou tema amb la col·laboració de Xisco Feijoo, "Midas", i el juliol de 2021, van publicar "Figa". El 2022, arran de la seva participació al Benidorm Fest van publicar la cançó Averno junatment amb el raper, també participant, Rayden.

## Premis i reconeixements
- Millor àlbum de música d'arrel i millor àlbum en gallec (2023)
- XIX Premis La Opinión de Música de Raíz 2020 (Millor adaptació d'una peça tradicional)
- World Music Charts Europe 2020 (20 millors discos de World Music el maig de 2020)[cal citació]
- Certamen aRi(t)mar Galiza e Portugal 2019 (Millors Músiques de Galícia 2019)[17]
- Premis Mestre Mateo do Audiovisual Galego 2019 (Finalistes Millor videoclip per Perfidia)[18]
- Scots Trad Music Awards 2019 (Finalistes a la categoria de Millor vídeo amb Shooglenifty)[cal citació]
- Premis MIN de la Música Independiente 2019 (Finalistes MIllor àlbum gallec)[cal citació]
- Premis Martín Códax de la Música 2019 (Millor grup de Música tradicional i folk)[cal citació]
- Premis MIN de la Música Independiente 2018 (Millor àlbum gallec)[cal citació]